# كأس المجر
كأس المجر (بالمجرية:Magyar Kupa) هي مسابقة كأس لأندية كرة القدم في المجر. بدأها اتحاد المجر لكرة القدم، في عام 1909، بعد ثماني سنوات من بدء الدوري المجري لكرة القدم.

## وصلات خارجية
- المجر - قائمة نهائيات الكأس، RSSSF.com